# Велика Усора
Велика Усора је притока ријеке Усоре. Настаје спајањем потока Пенаве и Михајловца на подручју насеља Горњи Очауш (1,3 km узводно) у општини Теслић. На подручју града Теслића се спаја са Малом Усором гдје заједно чине ријеку Усору. Њена укупна дужина износи 50,3 km.

## Одлике
Извире на надморској висини од 553 метра, у Усору се улива на надморској висини од 199 метара, што њен укупан пад чини 354 метара. Њен просјечан пад је 0,7%, односно 1,2% у горњем току, 0,5% у средњем и 0,3% у доњем току. У свом горњем току на појединим мјестима пад достиже и до 2,5%, што је чини бржом, док у средњем и доњем току има одлике равничарске ријеке. У свом горњем току протиче кроз клисуру Клам. На појединим дијеловима се стварају ријечна острва од шљунка која стално мијењају облик.